# Afflogion
L'Afflogion était un ancien royaume gallois vassal du Royaume de Gwynedd. Situé sur la péninsule de Lleyn, il fut créé vers 450 par Afloyg ap Cunedda, un des fils de Cunedda ; il disparut aux alentours de 480, absorbé par le royaume de Rhos 